# Johannes Huber (Politiker, 1879)

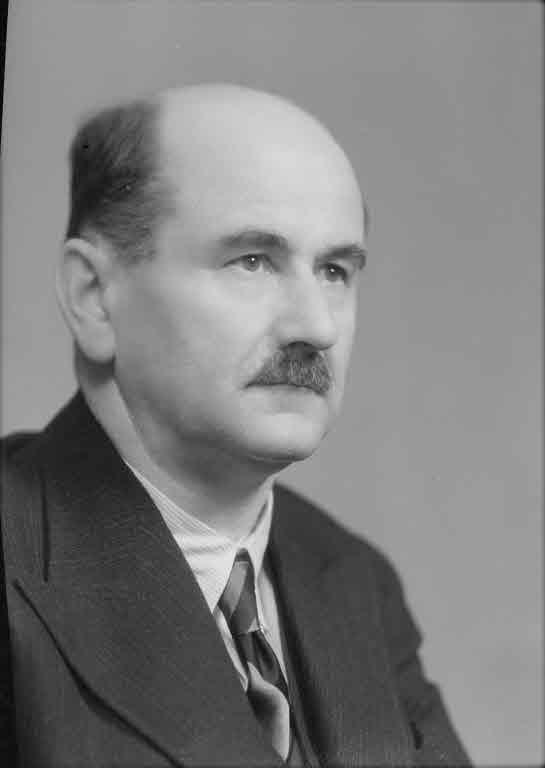
Johannes Huber (1932)

Johannes Huber (* 25. Mai 1879 in Töss; † 7. Juni 1948 in St. Gallen) war ein Schweizer Politiker und Mitgründer der SP des Kantons St. Gallen.

## Leben

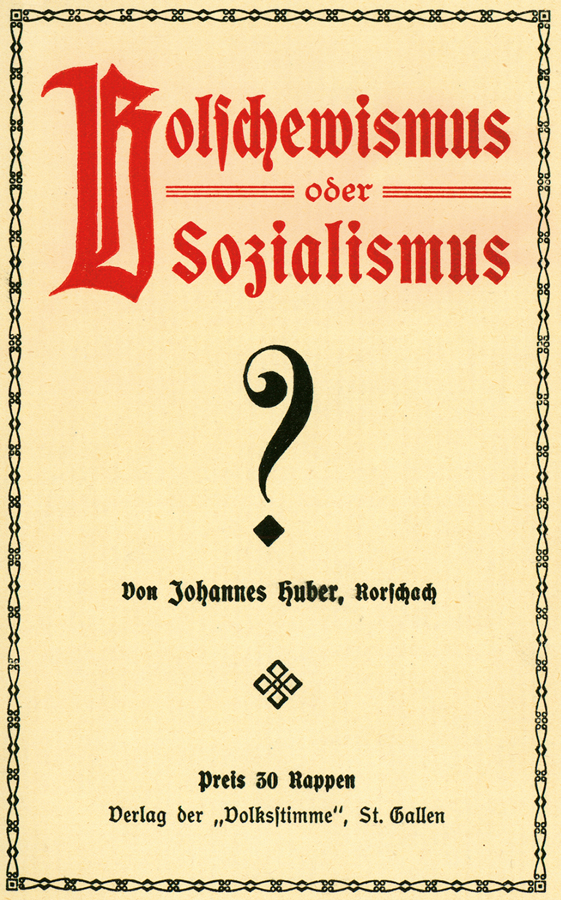
Broschüre von 1918

Huber besuchte das Gymnasium in Winterthur, wo er 1898 die Matura erlangte. Während seiner Schulzeit wurde er Mitglied in der Mittelschulverbindung Vitodurania. Anschliessend studierte er in Zürich, Leipzig und Berlin, worauf er 1903 in Rorschach seine Advokatur eröffnete, die er bis 1923 führte.
1905 war er Mitbegründer und erster Präsident der Sozialdemokratischen Partei im Kanton St. Gallen. Von 1912 bis 1923 war Huber Mitglied des Grossen Gemeinderats von Rorschach, von 1912 bis 1945 war er Mitglied des Kantonsrates (sowie Kantonsratspräsident 1919). 1919 wurde Huber in den Nationalrat gewählt, wo er 1933/34 auch Nationalratspräsident war.
Von 1938 bis 1948 war er Präsident des Vorstandes beim Verband Schweizerischer Konsumvereine.
Im Prozess nach dem Landesstreik 1919 verteidigte er Mitglieder des Oltener Aktionskomitees. Er kandidierte fünf Mal erfolglos für den Bundesrat.
Ein Jahr vor seinem Tod trat er aus dem Nationalrat zurück.

## Werke
- Das Frauen-Stimmrecht vor dem Grossen Rat des Kantons St. Gallen. St. Gallen: Verlag der Volksstimme 1913.
- Bolschewismus oder Sozialismus? St. Gallen: Verlag der Volksstimme [1918].
- Recht oder Macht? : Verteidigungs-Rede. St. Gallen: Verlag der Volksstimme [1919].